# Nova Santa Bárbara
Nova Santa Bárbara ist ein brasilianisches Munizip im Norden des Bundesstaats Paraná. Es hat 4.184 Einwohner (2022), die sich Barbarenser nennen. Flächenmäßig ist es mit 72 km² das zweitkleinste Munizip in Paraná. Es liegt 734 Meter über dem Meeresspiegel.

## Etymologie
Ursprünglich war der Ort als Água do Sábia (deutsch: Bach der Rotbauchdrossel) bekannt. Der Landbesitzer verehrte die Heilige Barbara. Aufgrund seiner Anregung erhielt der Ort 1948 den Namen Santa Bárbara. Mit der Erhebung zum Munizip 1990 wurde der Ortsname um den Zusatz Nova erweitert.

## Geschichte

### Besiedlung
Ab 1940 wurde das Land für den Bau der Estrada do Cerne gerodet. Es bestand aus etwa 16.000 Alqueires (380 km²). Es war zum größten Teil von der Familie Couto de Camargo erworben worden. Emídio Couto de Camargo erhielt einen Teil des Landes als Erbe von seinem Vater. Der Ort eignete sich hervorragend als Rastplatz für Schweinezüchter, und es entstanden die ersten Versorgungseinrichtungen für Tropeiros (Maultiertreiber im Fernhandel zwischen Rio Grande do Sul und São Paulo). Im Jahr 1947 holte Emídio Couto de Camargo den Landvermesser Edson Gonçalves Palhano aus Jataizinho, um die Parzellierung zu vermessen und den Straßenplan des Ortes zu erstellen. Im selben Jahr wurde in Água do Sabiá ein Kruzifix errichtet und die erste Messe gefeiert.
Als die Estrada do Cerne 1948 fertiggestellt wurde, hatte Água do Sabiá bereits die Merkmale einer Stadt. Der Ort wurde nun in Santa Bárbara umbenannt.

### Erhebung zum Munizip
Nova Santa Bárbara wurde durch das Staatsgesetz Nr. 9241 vom 9. Mai 1990 aus Santa Cecília do Pavão ausgegliedert und in den Rang eines Munizips erhoben. Es wurde am 1. Januar 1993 als Munizip installiert.

## Geografie

### Fläche und Lage
Nova Santa Bárbara liegt auf dem Terceiro Planalto Paranaense (der Dritten oder Guarapuava-Hochebene von Paraná). Seine Fläche beträgt 72 km². Es liegt auf einer Höhe von 734 Metern.

### Vegetation
Das Biom von Nova Santa Bárbara ist Mata Atlântica.

### Klima
Das Klima ist  gemäßigt und warm. Es werden hohe Niederschlagsmengen verzeichnet (1437 mm pro Jahr). Die Klimaklassifikation nach Köppen und Geiger lautet Cfa. Im Jahresdurchschnitt liegt die Temperatur bei 20,4 °C.

### Gewässer
Nova Santa Bárbara liegt im Einzugsgebiet des Rio Tibaji. Dessen rechter Nebenfluss Rio São Jerônimo bildet zusammen mit seinem Zufluss Ribeirão do Tigre die südliche Grenze des Munizips.

### Straßen
Nova Santa Bárbara liegt an der PR-090. Diese führt nach Norden bis an die Paranapanema-Talsperre Capivara und nach Süden bis Piraí do Sul.

### Nachbarmunizipien
|  | Santa Cecília do Pavão                      |
|  | Kompassrose, die auf Nachbargemeinden zeigt |
|  | São Jerônimo da Serra                       |

## Stadtverwaltung
Bürgermeister: Claudemir Valerio, PROS (2021–2024)
Vizebürgermeister: Jozias Piza de Moraes, MDB (2021–2024)

## Demografie

### Bevölkerungsentwicklung
| Jahr | Einwohner | Stadt | Land |
| ---- | --------- | ----- | ---- |
| 2000 | 3.611     | 80 %  | 20 % |
| 2010 | 3.908     | 84 %  | 16 % |
| 2022 | 4.184     |       |      |

Quelle: IBGE (2011) Volkszählung 2022

### Ethnische Zusammensetzung
| Gruppe * | 2000    | 2010    | wer sich als …                                                                   |
| --- | ------- | ------- | -------------------------------------------------------------------------------- |
| Weiße | 65,9 %  | 55,8 %  | weiß bezeichnet                                                                  |
| Schwarze | 1,7 %   | 2,6 %   | schwarz bezeichnet                                                               |
| Gelbe | 1,4 %   | 2,5 %   | von fernöstlicher Herkunft wie japanisch, chinesisch, koreanisch etc. bezeichnet |
| Braune | 30,9 %  | 39,0 %  | braun oder als Mischung aus mehreren Gruppen bezeichnet                          |
| Indigene | 0,1 %   | 0,2 %   | Ureinwohner oder Indio bezeichnet                                                |
| ohne Angabe | 0,0 %   | 0,0 %   |                                                                                  |
| Gesamt | 100,0 % | 100,0 % |                                                                                  |
| *) Das IBGE verwendet für Volkszählungen ausschließlich diese fünf Gruppen. Es verzichtet bewusst auf Erläuterungen. Die Zugehörigkeit wird vom Einwohner selbst festgelegt. |         |         |                                                                                  |

Quelle: IBGE (Stand: 1991, 2000 und 2010)